# Аремоны
Аремоны (лат. Arremon) — род воробьиных птиц из семейства Passerellidae, ранее включался в семейство овсянковых.

## Классификация
В род включают 21 вид:
- Arremon abeillei R. Lesson, 1844 — Черноголовый аремон[2]
- Arremon assimilis (Boissonneau, 1840)
- Arremon atricapillus (Lawrence, 1874) — Черноголовая атлапета[2]
- Arremon aurantiirostris Lafresnaye, 1847 — Золотоклювый аремон
- Arremon basilicus (Bangs, 1898)
- Arremon brunneinucha (Lafresnaye, 1839) — Красноголовая атлапета[2]
- Arremon castaneiceps (P. L. Sclater, 1860) — Оливковый лизурус[4]
- Arremon costaricensis (Bangs, 1907)
- Arremon crassirostris (Cassin, 1865)
- Arremon dorbignii Sclater, PL, 1856
- Arremon flavirostris Swainson, 1838 — Лимонноклювый аремон[2]
- Arremon franciscanus Raposo, 1997
- Arremon nigriceps Taczanowski, 1880
- Arremon perijanus (Phelps & Gilliard, 1940)
- Arremon phaeopleurus (P. L. Sclater, 1856)
- Arremon phygas (von Berlepsch, 1912)
- Arremon schlegeli Bonaparte, 1850 — Золотокрылый аремон[2]
- Arremon semitorquatus Swainson, 1838
- Arremon taciturnus (Hermann, 1783) — Черногрудый аремон[2]
- Arremon torquatus (d'Orbigny & Lafresnaye, 1837) — Пестроголовая атлапета[5]
- Arremon virenticeps (Bonaparte, 1855)

Некоторые учёные включают в род другие виды, например, Arremon kuehnerii.